# Гвиди, Игнацио
Игнацио Гвиди (итал. Ignazio Guidi; 31 июля 1844, Рим — 18 апреля 1935, Рим) — итальянский востоковед (арабистика, гебраистика, эфиопистика).

## Биография
Окончил Римский университет.
В 1873—1876 годах — хранитель Нумизматического кабинета Ватикана.
В 1876—1919 годах — профессор древнееврейского языка и сравнительной семитологии Римского университета, в 1885—1919 годах там же — заведующий кафедрой истории и языков Абиссинии.
В 1908—1909 годах читал курс лекций по географии и истории арабов в Каирском университете.
С 1909 года — член-корреспондент Петербургской АН.

## Научное наследие
Автор работ по истории, литературе и языкам Эфиопии. Особенно важное значение имеют перевод и издание на итальянском языке кодекса гражданского и канонического права Эфиопии «Il Fatha Nagast»(«Фетха Негест»), издание и комментирование эфиопских источников по истории народа галла и по истории эфиопской церкви.

### Труды
- Testi orientali inediti sopra i Sette Dormienti di Efeso. Roma, 1884—1885.
- La prima stampa del Nuovo Testamento in Roma nel 1548—1549. Roma, 1886.
- La traduzione degli Evangeli in arabo e in etiopico. Roma, 1888.
- La Chiesa abissina e la Chiesa russa. Roma, 1890.
- Di due frammenti relativi alla storia di Abissinia. Roma, 1893.
- Il Marha ‘Ewûr. Roma, 1896.
- Il Fetha Nagast o «Legislazione dei Ref»: Codice ecclesiastico e civile di Abissinia. 2 vol. Roma, 1897—1899.
- Le liste dei Metropolis d’Abissinia. Roma, 1899.
- Uno squarcio di storia ecclesiastica di Abissinia // Bessarione. 1900, v. 8, № 49—50, аnno 5.
- «Qenê» o inni abissini. Roma, 1901.
- La storia di Hayla Mika’el. Roma, 1902.
- Historia gentis galla. — В кн.: Corpus scriptorum oriéntalium. Ser. 2, t. 3. Paris, 1907.
- Leggende storiche di Abissinia. Roma, 1907.
- La chiesa Abissina. — В кн.: Oriente Moderno. Anno 2. Romа, 1922.
- Storia letterarura etiopica. Roma, 1932.